# Forte Monte Enna
Das italienische Forte Monte Enna (deutsche Bezeichnung: Werk Enna) ist eine italienische Befestigungsanlage, die gegen die österreichisch-ungarische Reichsgrenze gerichtet war. Sie liegt auf einem Höhenrücken des Monte Enna (975 m) nördlich der Ortschaft Torrebelvicino in der Provinz Vicenza. Forte Monte Enna war das modernste Panzerwerk der Italiener. Etwa 1910 (der genaue Zeitpunkt ist nicht mehr herauszufinden) wurde mit dem Bau des Werkes begonnen. Gemäß der italienischen Fachliteratur war die Anlage am 6. Dezember 1914 voll armiert und einsatzfähig. Sie sollte das veraltete Forte Monte Maso ersetzen.
Forte Monte Enna gehörte zur Sperrgruppe Monte Enna–Monte Civilliana (I. Sektor Schio der Sbarramento Agno–Assa) und hatte die Aufgabe, die Straße nach Schio zu decken; einerseits im Valle del Leogra, andererseits die Querverbindung von Ressalto über den Passo di Santa Catarina in Richtung Süden.
Die Längsrichtung des Batterieblocks lief von Norden nach Süden, die Hauptschussrichtung war nach Westen.
Es war das einzige Werk, das das Evidenzbüro der Österreicher, was Planung, Baufortschritt und Bewaffnung betraf, nicht vollständig aufklären konnte.
Fernkampfziele waren der Monte Pasubio, der Monte Baffelán und das Gebiet um den Piano delle Fugazze.
Da die österreichisch-ungarische Armee aus taktischen Gründen 1915 das Vorfeld und die Reichsgrenze aufgegeben und sich in einer weiter zurückliegende Verteidigungslinie festgesetzt hatte, verlor das Werk seine Aufgabe und wurde desarmiert. Die Geschütze wurden entfernt und in Feldstellungen eingebaut. Die genauen Standorte der Kanonen sind nicht mehr feststellbar, es gibt unterschiedliche Aussagen. In den Armierungslisten des 29. Juni 1915 wird das Fort nicht mehr erwähnt.

## Bewaffnung
Über die Bewaffnung gibt es keine gesicherte Angaben, was das Geschützmaterial, die Panzerkuppeln und deren Hersteller betrifft. So werden im MVH (Mitteilungen über die Veränderungen im Heerwesen Italiens pro:) ausgeführt:
- vier Kanonen 149 mm A/L 36 (Rohrlänge 5,36 m) in Panzerkuppeln 140 mm (Hersteller: „Armstrong, Mitchell & Cie.“ in Pozzuoli)[2] Dazu passt die Bemerkung des MVH vom 1. Mai 1914, in dem von dreiteiligen Kuppelschalen gesprochen wird.

Das k.u.k. Evidenzbureau spricht in seinem „Verzeichnis der fortifikatorischen Anlagen“ jedoch von 180 mm dicken Kuppelschalen (160 mm Schalensstärke und 20 mm Stärke der separaten Innenhaut), was auf die zweiteiligen Kuppeln der Firma Schneider-Creuzot mit 149-mm-S/L36-Kanonen schließen würde, wie sie in den Forte Monte Verena und Forte Campolongo 1913 als Ersatz für die ursprünglich verwendeten dreiteiligen Armstrong-Anlagen eingebaut wurden. Fest steht lediglich, dass vier Kanonen vom Kaliber 149 mm sowie weitere vier Kanonen 75 mm in einer Anschlussbatterie vorhanden waren.
Ebenfalls unklar ist, ob die Geschütze des Forte Monte Enna am 13. Juni 1916 in die italienischen Gräben am Monte Giove schossen und wenn ja, ob es sich lediglich um Kurzschüsse gehandelt hat oder, wie Gerüchte besagten, es sich um Absicht handelte, um die Verteidiger „aufzumuntern“!  Der Fortkommandant wurde auf jeden Fall abgelöst und vor eine Untersuchungskommission gestellt.
Die Anlage wurde nicht beschossen und diente der italienischen Armee bis zu ihrer Auflassung im Jahr 1927 als Munitionsdepot.
Die vorhandenen Zerstörungen sind wahrscheinlich auf Sprengversuche oder Übungssprengungen der Nachkriegszeit zurückzuführen. Eine Begehung ist möglich.